# میرقلعه
 میرقلعه ، روستایی است از توابع بخش لطف‌آباد و در شهرستان درگز استان خراسان رضوی ایران.

## جمعیت
این روستا در دهستان دیباج قرار داشته و بر اساس سرشماری سال ۱۳۸۵ جمعیت آن (۵۶ خانوار) ۱۷۷نفر 
بوده است.

## طبیعت
این روستا از طبیعت بکری برخوردار است. در ماه های بهاری سال درختان این روستا بسیار زیبا شکوفه می زنند. همچنین آب و هوای بسیار دلنشینی در فصل بهار دارد. در فصل تابستان هوا به شدت گرم می شود و تحمل آن دشوار است. فصل زمستان سرمای سنگین و خشکی را به همراه خود دارد.

## منبع
1. ↑  «: کمیته تخصصی نام نگاری و یکسان سازی نام های جغرافیایی ایران :». بایگانی‌شده از اصلی در ۲۹ اوت ۲۰۱۱. دریافت‌شده در ۱۹ ژوئیه ۲۰۱۱.
2. ↑  «درگاه ملی آمار». بایگانی‌شده از اصلی در ۸ اکتبر ۲۰۰۷. دریافت‌شده در ۵ ژوئیه ۲۰۰۸.

این روستا دارای خانی بوده به نام اله نظر نظری فرزند محمد علی که این خان دارای ۹/۵زن بوده